# Castell de San Pedro de la Roca
El Castell de San Pedro de la Roca o Castell del Morro com també se'l coneix, és una fortalesa militar situada a Santiago de Cuba a Cuba, declarada per la UNESCO el 1998 com Patrimoni de la Humanitat.
No se l'ha de confondre amb el Fort San Felipe del Morro a San Juan, Puerto Rico, que a més d'estar situats en ciutats de dues illes antillanes i compatir noms semblants, també en aparença són molt similars.